# Natrolith
Natrolith ist ein häufig vorkommendes Mineral aus der Zeolithgruppe innerhalb der Mineralklasse der „Silikate und Germanate“ mit der chemischen Zusammensetzung Na2[Al2Si3O10]·2H2O. Er ist damit chemisch gesehen ein wasserhaltiges Natrium-Alumosilikat. Strukturell gehört Natrolith zu den Gerüstsilikaten.
Natrolith kristallisiert im orthorhombischen Kristallsystem und entwickelt vorwiegend langprismatische bis nadelige oder haarförmige Kristalle, die oft zu  radialstrahligen Mineral-Aggregaten verbunden sind. In reiner Form ist Natrolith farblos und durchsichtig. Durch vielfache Lichtbrechung aufgrund von Gitterbaufehlern oder polykristalliner Ausbildung kann er aber auch weiß erscheinen, wobei die Transparenz entsprechend abnimmt. Gelegentlich nimmt das Mineral durch Fremdbeimengungen auch eine graue, bläuliche, gelbliche oder rosa Farbe an.

## Etymologie und Geschichte

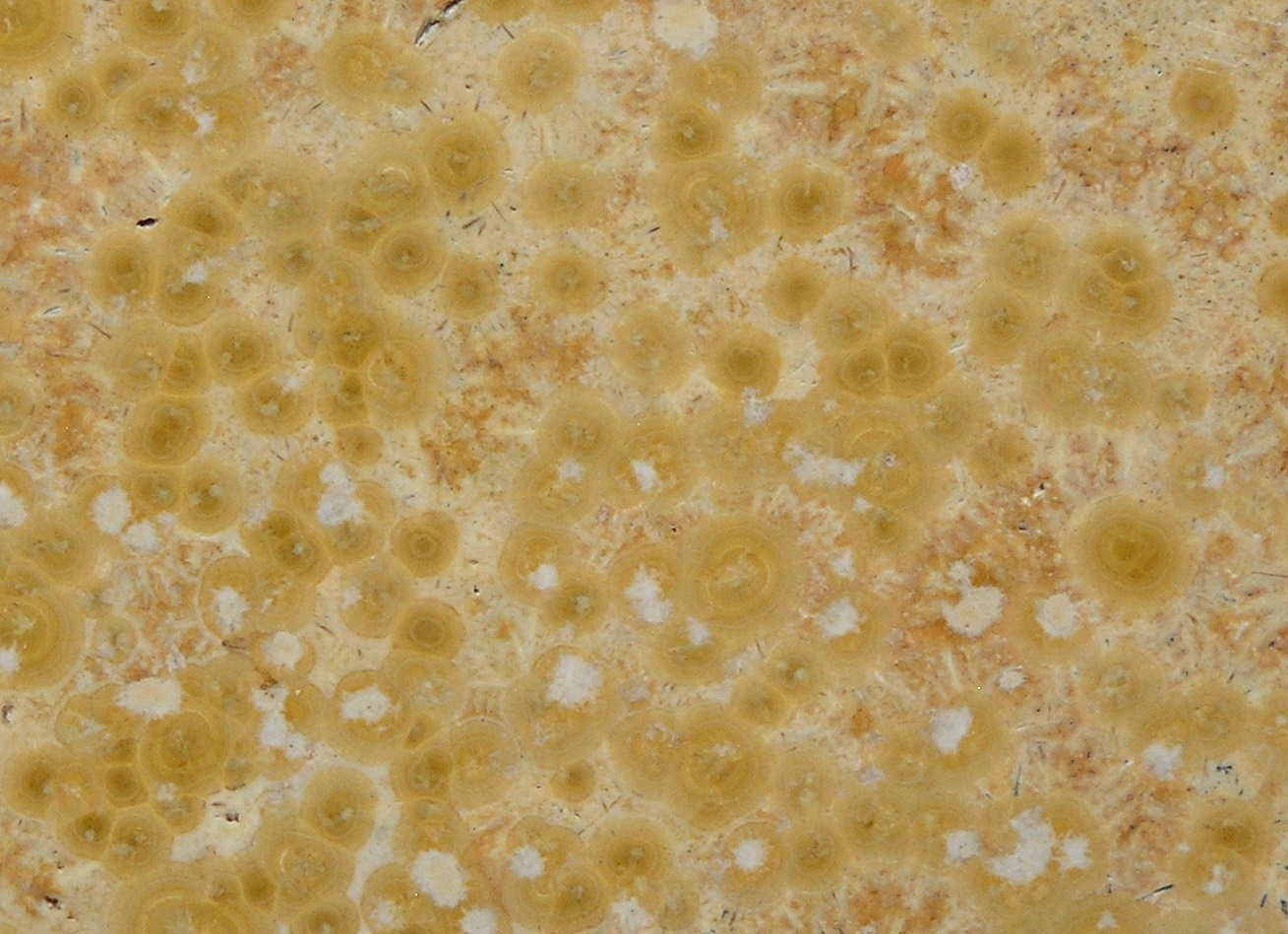
Natrolith vom Hohentwiel (Typlokalität)

Erstmals gefunden und beschrieben wurde Natrolith vom Hohentwiel bei Singen in Baden-Württemberg im Jahre 1803 durch Martin Heinrich Klaproth. Der Name ist eine Zusammensetzung der griechischen Wörter Natron und λίθος lithos für „Stein“.
Das Typmaterial des Minerals wird im Museum für Naturkunde in Berlin unter den Katalognummern 1998-4177 und 1999-4969 aufbewahrt.
Ein 1887 von Hermann Traube beschriebenes und als Laubanit bezeichnetes Mineral stellte sich nach neueren Analysen durch Traube und Brendler sowie durch Strunz als Natrolith heraus, weshalb der Mineralname diskreditiert und als Synonym dem Natrolith zugerechnet wurde.
Natrolith war bereits lange vor der Gründung der International Mineralogical Association (IMA) bekannt und als eigenständige Mineralart anerkannt. Damit hätte Natrolith theoretisch den Status eines grandfathered Mineral. In der 1997 erfolgten Publikation der IMA/CNMNC: Recommended nomenclature for zeolite minerals: Report of the Subcommittee on Zeolites of the International Mineralogical Association wurde die Nomenklatur für Zeolithminerale überarbeitet und teilweise neu definiert. Da dies automatisch eine nachträgliche Ankerkennung für den Natrolith bedeutete, wird das Mineral seitdem in der „Liste der Minerale und Mineralnamen“ der IMA unter der Summenanerkennung „IMA 1997 s.p.“ (special procedure) geführt.

## Klassifikation
Bereits in der veralteten 8. Auflage der Mineralsystematik nach Strunz gehörte der Natrolith zur Mineralklasse der „Silikate und Germanate“ und dort zur Abteilung der „Gerüstsilikate (Tektosilikate)“, wo er als Namensgeber die „Natrolith-Gruppe“ mit der Systemnummer VIII/F.10 und den weiteren Mitgliedern Edingtonit, Gonnardit, Mesolith, Mountainit, Skolezit und Thomsonit innerhalb der Familie der Zeolithe bildete.
Im Lapis-Mineralienverzeichnis nach Stefan Weiß, das sich aus Rücksicht auf private Sammler und institutionelle Sammlungen noch nach dieser alten Form der Systematik von Karl Hugo Strunz richtet, erhielt das Mineral die System- und Mineralnummer VIII/J.21-10. In der „Lapis-Systematik“ entspricht dies ebenfalls der Abteilung „Gerüstsilikate“, wobei in den Gruppen J.21 bis J.27 die Minerale der Zeolithgruppe eingeordnet sind. Natrolith bildet hier zusammen mit Gonnardit, Mesolith, Paranatrolith, Skolezit, Thomsonit-Ca und Thomsonit-Sr eine unbenannte Gruppe mit der Systemnummer VIII/J.21 innerhalb der von Gruppe J.21 bis J.22 reichenden Faserzeolithe (Stand 2018).
Die von der International Mineralogical Association (IMA) zuletzt 2009 aktualisierte 9. Auflage der Strunz’schen Mineralsystematik ordnet den Natrolith dagegen in die bereits feiner unterteilte Abteilung der „Gerüstsilikate (Tektosilikate) mit zeolithischem H2O; Familie der Zeolithe“ ein. Diese ist zudem weiter unterteilt nach der Kristallstruktur, so dass das Mineral entsprechend seinem Aufbau in der Unterabteilung „Zeolithe mit Ketten aus Vierer-Ringen, verbunden über ein fünftes Si“ zu finden ist, wo es als Namensgeber die „Natrolithgruppe“ mit der Systemnummer 9.GA.05 und den weiteren Mitgliedern Gonnardit, Mesolith, Paranatrolith und Skolezit bildet.
In der vorwiegend im englischen Sprachraum gebräuchlichen Systematik der Minerale nach Dana hat MineralName die System- und Mineralnummer 77.01.05.01. Dies entspricht ebenfalls der Klasse der „Silikate“ und dort der Abteilung der „Gerüstsilikate: Zeolith-Gruppe“. Hier ist er als Namensgeber der Gruppe „Natrolith und verwandte Arten“ mit der System-Nr. 77.01.05 und den weiteren Mitgliedern Tetranatrolith, Paranatrolith, Mesolith, Skolezit, Edingtonit, Gonnardit, Cowlesit, Thomsonit-Ca, Thomsonit-Sr und Nabesit innerhalb der Unterabteilung der „Echten Zeolithe“ zu finden.

## Chemismus
Der idealen (theoretischen) Zusammensetzung von Natrolith (Na2[Al2Si3O10]·2H2O) zufolge besteht das Mineral im Verhältnis aus je zwei Teilen Natrium (Na) und Aluminium (Al), drei Teilen Silicium (Si), zwölf Teilen Sauerstoff (O) und vier Teilen Wasserstoff (H). Dies entspricht einem Massenanteil (Gewichts-%) von 12.09 Gew.-% Na, 14,19 Gew.-% Al, 22,16 Gew.-% Si, 50,49 Gew.-% O und 1,06 Gew.-% H oder in der Oxidform 16,30 Gew.-% Na2O, 26,82 Gew.-% Al2O3, 47,41 Gew.-% SiO2 und 9,48 Gew.-% H2O.
Natrolith ist das natriumreiche Endglied einer kontinuierlichen Mischkristallreihe, welche durch den Austausch von Calcium und Wasser anstelle von Natrium charakterisiert ist. Das calciumreiche Endglied der Reihe (bei gleicher Kristallstruktur) ist Skolezit, Ca(Al2Si3O10)·3H2O, während Mesolith intermediärer Zusammensetzung ist (Na2Ca2(Al6Si9O30)·8 H2O).
Aufgrund der Mischkristallbildung ist bei natürlichen Natrolithproben meist ein Teil des Natriums durch Calcium ersetzt. Des Weiteren finden sich gelegentlich Eisen (Fe2O3) und Kalium (K2O) als Fremdbeimengungen.

## Kristallstruktur
Natrolith kristallisiert orthorhombisch in der Raumgruppe Fdd2 (Raumgruppen-Nr. 43) mit den Gitterparametern a = 18,29 Å; b = 18,64 Å und c = 6,59 Å sowie 8 Formeleinheiten pro Elementarzelle.

## Eigenschaften
Beim Erhitzen bis auf 300 °C kann das im Natrolith enthaltene Kristallwasser fast vollständig ausgetrieben werden. Nach Abkühlung ist das Mineral jedoch in der Lage, es wieder zu absorbieren. In Salzsäure ist Natrolith löslich, wobei Kieselsäure (Kieselgallert) ausfällt.

## Bildung und Fundorte

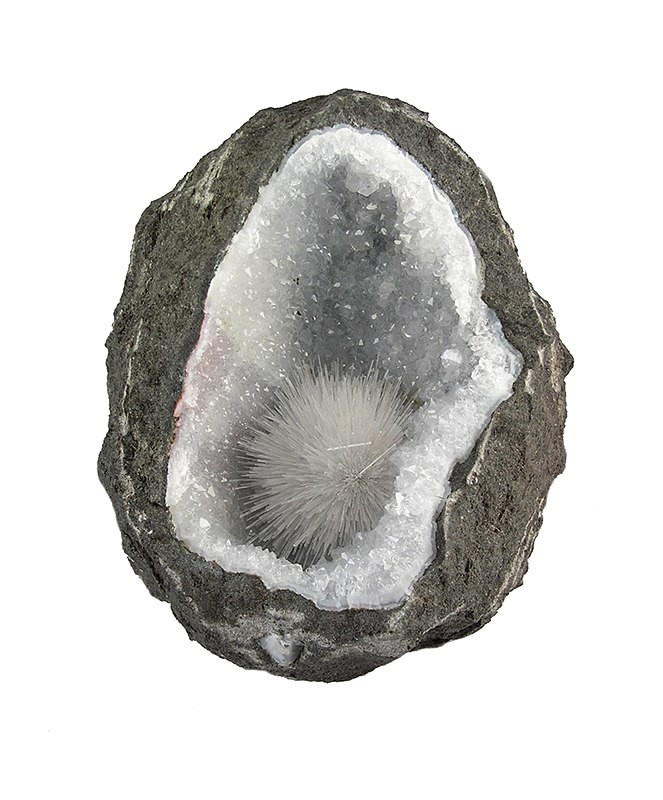
Natrolith in einer Quarz-Druse

Natrolith bildet sich hauptsächlich durch hydrothermale Alteration feldspathaltiger Gesteine. Dort kommt Natrolith als Haupt- oder Nebenbestandteil der Grundmasse vor oder bildet idiomorphe Kristalle in Drusen und Klüften.
Als häufige Mineralbildung ist Natrolith an vielen Orten anzutreffen. Weltweit sind bisher rund 1300 Vorkommen dokumentiert (Stand 2024).
Fundorte sind neben der Typlokalität am Hohentwiel und dem Kaiserstuhl unter anderem Narssarssuk in Grönland, Teigarhorn in Island, Québec in Kanada, die Halbinsel Kola in der Russischen Föderation sowie Tálezly und Soutěsky in Tschechien.